# Bob Higgins (cầu thủ bóng đá)
Robert James Higgins là một cựu cầu thủ bóng đá người Anh từng thi đấu ở vị trí Trung vệ.